# Катарылькы
Катарылькы (устар. Катарыль-Кы) — река в России, протекает по территории Ямало-Ненецкого АО. Приток Варка-Сылькы. Длина реки составляет 75 км.

## Притоки
- 24 км: Кыпа-Катарылькы
- 36 км: Мэрхэкы
- 37 км: Варга-Катарылькы
- 43 км: Иннэль-Катарылькы
- 52 км: Катарыльунты

## Данные водного реестра
По данным государственного водного реестра России относится к Нижнеобскому бассейновому округу, водохозяйственный участок реки — Таз. Речной бассейн реки — Таз.
Код объекта в государственном водном реестре — 15050000112115300069640.